# Eothyrididae
Eothyrididae jsou čeleď vyhynulých synapsidů. Ve fosilním záznamu se její zástupci objevují jen krátce, a sice během permského cisuralu před asi 290,1 až 286 miilony lety.
Typovým rodem čeledi je Eothyris ze souvrství Wichita v Texasu. Fosilní záznam tohoto rodu zastupuje neobvyklá lebka: na délku měří pouze okolo 6 cm, je atypicky zploštělá a nese pár velmi dlouhých horních zubů podobných špičákům, které naznačují, že jejich nositel byl asi zdatným predátorem. Naproti tomu rod Oedaleops ze souvrství Cutler v Novém Mexiku nemá chrup takto výrazně specializován.
Zástupci čeledi Eothyrididae jsou řazeni mezi tzv. pelykosaury, což je parafyletická – a proto spíše neformální – skupina raných synapsidů, jež by v monofyletické podobě měla zahrnovat i skupinu Therapsida včetně savců. Eothyrididae historicky představovali tzv. sběrný neboli wastebasket taxon pro malé masožravé pelykosaury, kteří se nehodili do žádné z ostatních skupin. Po postupných revizích zahrnuje tato čeleď k roku 2025 pouze tři rody, známé výhradně z fosilních nalezišť ve Spojených státech amerických: Eothyris Romer, 1937, Oedaleops Langston, 1965 a Vaughnictis Brocklehurst et al., 2016. Poslední jmenovaný byl původně popsán jako jeden ze zástupců čeledi Varanopidae. Eothyrididae mohou být blízce příbuzní vůči čeledi Caseidae, společný taxon pro obě skupiny se označuje jako Caseasauria. Uvažuje se o nich jako o jednom z možných bazálních taxonů pelykosaurů (na bázi však mohou být spíše Varanopidae a Ophiacodontidae). Podle některých hypotéz však čeleď Eothyrididae nemusí být monofyletická.